# Höghastighetståg

Höghastighetsbanor i Europa

Begreppet höghastighetståg avser tåg som trafikerar en höghastighetsjärnväg, och används på lite olika sätt i olika sammanhang. Normalt brukar man skilja på fordon och bana.

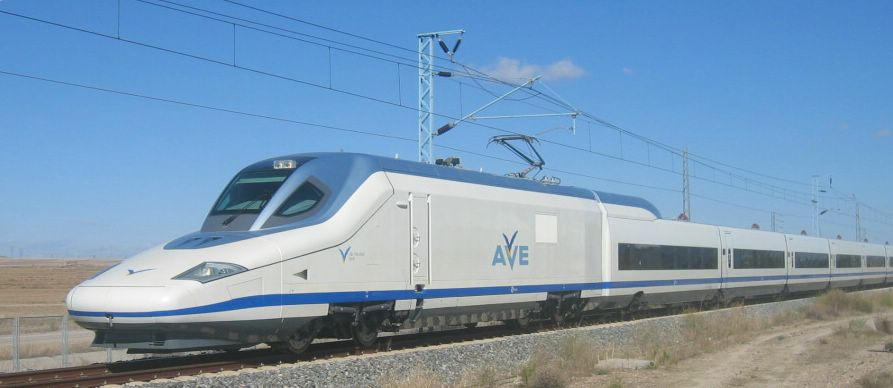
Det spanska höghastighetståget Talgo-350.

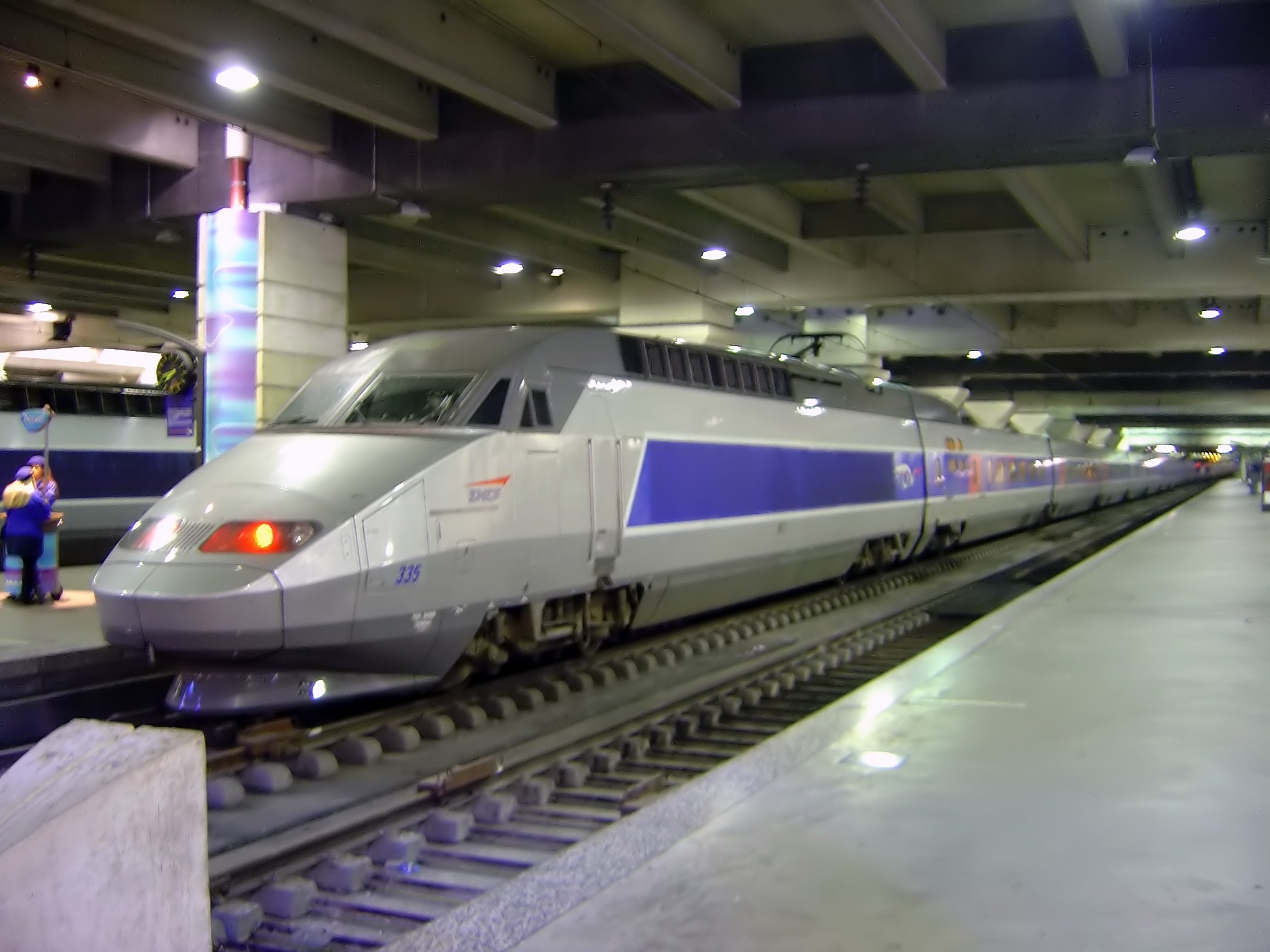
Franska höghastighetståget TGV "Train à Grande Vitesse" vid Gare Montparnasse i Paris.

## EU-direktiv om banstandard
Enligt EU-direktiven om driftskompatibilitet hos järnvägssystemet finns det tre  kategorier av höghastighetsbanor.
- Kategori I är banor avsedda för 250 km/h eller högre hastighet. I Sverige finns det fåtal sådana banor, men Grödingebanan är en sådan. I Sverige åsyftas i dagspressen normalt endast sträckor inom denna högsta kategori när någon använder begreppet höghastighetståg.
- Kategori II är banor avsedda för cirka 200 km/h.
- Kategori III är banor anpassade för höghastighetståg, men där topphastigheten varierar p.g.a. speciella svårigheter (t.ex. topografi, höjdskillnader eller stadsbebyggelse). Hastigheten får här anpassas från fall till fall.

Det är främst persontåg som körs med höghastighetståg kategori I, men lättare gods kan transporteras. Franska postverket har en specialvariant av TGV för postbefordran och som således är världens snabbaste godståg.
Inom EU är 249 km/h en mycket viktig gräns, kraven för en kategori I-bana skiljer sig avsevärt från kraven på en kategori II- eller kategori III-bana.

## Krav på rullande materiel för kategoriI-banor
Inom EU finns kraven på en höghastighetsbana definierade i detaljerade Tekniska specifikationer för driftskompatibilitet (förkortat till TSD i svensk version och TSI i engelsk version). En svensk version finns på Transportstyrelsens hemsida.
- Högre specifik effekt (kW/t) för att övervinna gångmotståndet (= fast motstånd, rullmotstånd o luftmotstånd)
- Större maximal dragkraft (mätetalet kN) ger snabbare acceleration
- Lågt luftmotstånd. Luftmotståndet ökar kvadratiskt med hastigheten och är en mycket viktig faktor vid hastigheter över 100 km/h. Lägre luftmotstånd erhålles genom strömlinjeformad kropp, inklädda underreden, slät och jämn ytteryta.
- Kraftigare bromssystem, gärna med återvinning av rörelseenergin (regenerativ broms).
- Tågsätt som kan absorbera rörelseenergin bättre vid en eventuell olycka.
- Förmåga att stå emot den tryckstöt som uppstår om två tåg möts nära varandra, liksom vid tunnelmynningar. Framförallt kan tryckförändringen upplevas som obehaglig för passagerarna vid möten med ett annat höghastighetståg.[3]
- Höghastighetsbanorna kategori I använder vanligtvis inte tåg med korglutning (svenska X2000 medger 7 % högre kurvhastighet tack vare korglutning). De kör på extremt raka spår.[3]
- Förmåga att behålla minst 75 procent av dragkraften även om en motor inte längre fungerar.
- En extra fast strömavtagare.
- Inbyggda extra system som automatiskt indikerar varmgång i hjullager och andra fel.
- I många länder tillkommer kravet på att banan måste göras tjälsäker (främst i Ryssland men även Österrike, Norge, Sverige, Schweiz m fl) så att spåret inte förskjuts mer än tillåtet på vintern. Utan markisolering kan tjälen nå 1 meters djup i södra Sverige och ner till 2,5 meters djup norra Sverige. Banvallen är dessutom, ur driftsynpunkt, betydligt känsligare än en väg genom de stränga krav som föreligger med avseende på rörelser i spåret.[4] Höghastighetståg är betydligt känsligare för rörelser i spåret än tåg med måttligare fart.
- Trafikverket har intresserat sig för japanska metoder för att klara snön. I Japan spolas spåret med varmvatten under högt tryck för att få bort snö; hela banan är upphöjd över marken på stora betongpelare för att snön skall kunna ramla ned under banan.[5] På den nybyggda höghastighetsbanan i nordöstra Kina så sänks största tillåten hastighet från 300 km/t till 200 km/t under vintern (och tidtabellerna anpassas)[6] Åtminstone bör man parkera tåg inomhus uppvärmt på natten, annars kan is byggas på dag för dag. Det gäller särskilt i norra Sverige där det mer sällan är plusgrader, något som Norrtåg drabbades av 2013. Att spola varmvatten kan fungera i Japan, men inte om det är 30 minus i Sverige.
- Enligt EU:s normer tillåts ej högre hastighet än 250 km/h vid passage av perronger där det är tillåtet att passagerare vistas.[7]

## Tillverkare av höghastighetståg
Världens tre ledande snabbtågstillverkare är följande:
- Siemens (Tyskland)
- Alstom (Frankrike)
- Hitachi (Japan)

De tre tillverkarna har det gemensamt att deras huvudkonstruktioner ofta baserar sig på en nationellt utvecklad version för respektive operatörer i hemlandet. Klassikern är japanska Shinkansen (lanserad 1964) följt av franska TGV (lanserad 1981) och tyska ICE (lanserad 1991). Storbritannien hade dock en stor järnvägsindustri (Brel) men har förlorat sin ledande position. Även Italien har lanserat snabbtåg.
Det fanns planer på att slå samman Siemens och Alstoms spårfordonsverksamheter, men planerna stoppades av EU-kommissionen.

## Planer i Sverige

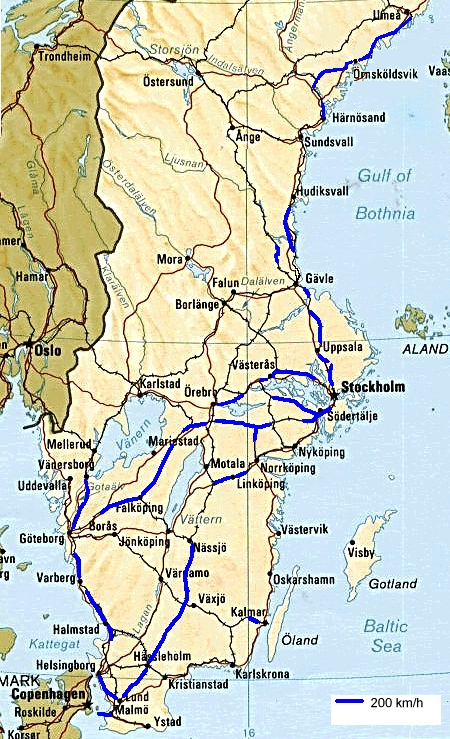
Banor med 200 km/h i trafik 2012.

Sedan början av 1990-talet har det pågått en intensiv planering av nya höghastighetsbanor i Sverige. SJ publicerade en kraftigt reviderad utredning ("Ett marknadsanpassat framtida järnvägssystem", oktober 1991, SJ) om nya höghastighetsbanor i Sverige efter några artiklar i en mindre, svensk järnvägstidskrift 1991. Framför allt ville SJ knyta ihop södra Sverige med snabbare tågförbindelser och valde därmed att gå ifrån den tidigare huvudplaneringen där lutningstekniken (X2) skulle lösa alla problem.
Anskaffningen av fjärrtåg fram till början av 2000-talet var i Sverige en strikt nationell angelägenhet där Kalmar Verkstad och Asea var huvudleverantörerna för snabba, eldrivna fordon. Under mitten av 1990-talet beställdes dock ett antal snabbtåg från den franska tillverkaren Alstom, benämnda X3, för trafik på Arlandabanan. En tid senare beställde även SJ en ny generation snabbtåg (X40) för 200 km/t. Bägge dessa tågtyper saknade dock lutningsanordning. Båda tågsätten levererades av TGV-tillverkaren Alstom. Leveranserna blev "beviset" för att det visst går att bedriva snabbtågstrafik utan korglutningsanordning.
Under 2005 kollapsade definitivt svensk persontågtillverkning efter en lång tid av problem.[källa behövs] Därmed underlättades ytterligare import av utlandskonstruerade snabbtåg. 
En mindre del av de svenska banorna har avsnitt som klarar 250 km/h eller kan uppgraderas till 250 km/h med begränsade åtgärder. Sådana avsnitt finns på bland annat:
- Botniabanan (har ERTMS, 250 tillåts idag på större delen av banan)[9]
- Ådalsbanan
- Svealandsbanan
- Grödingebanan
- Västra stambanan
- Södra stambanan
- Västkustbanan
- Norge/Vänerbanan

Av dessa har Västra stambanan och Södra stambanan sträckor som är byggda på 1800-talet, och ombyggda till dubbelspår med en del rätningar 1900-1960. Övriga sträckor med hög hastighet är byggda efter 1990.
Trafikverket/SJ har drivit ett projekt för att börja köra 250 km per timme (egentligen 249 km per timme enligt Björn Westerberg, SJ) på viss delar av stambanorna.  Alla tåg som levereras i nya serier till Sverige från 2011 kommer att ha ERTMS, exempelvis X55. Trafikverket normala signalsystem(ATC) klarar att hantera 250 km/t om banan och tågtypen är godkänd för detta. Det finns (2016) många svenska tåg som går i 160-200 och har många år kvar på livslängden, och dessutom har Mälardalstrafik beställt nya tåg med 200 km/h för leverans 2019.
2009 fanns tre prioriterade planerade höghastighetsbanor, för hastigheter över 250 km/h:
1. Ostlänken mellan Järna och Linköping.
2. Götalandsbanan mellan Linköping och Göteborg.
3. Europabanan. mellan Jönköping och Helsingborg (-Köpenhamn).

med prioritering i den ordningen.
Planerade nya banor för 250 km/h är:
- Norrbotniabanan mellan Umeå och Luleå.
- Ostkustbanan mellan Gävle och Sundsvall, nybygge på delsträckor.

Inga beslut finns om byggstart på någon av de fem ovannämnda banorna.
Under våren 2011 har Trafikverket begärt att på kort sikt få 25-30 miljarder kronor extra för att beta av skulden av uppdämda behov och hålla jämna steg med åldrande och förslitning. På längre sikt krävs enligt Trafikverket även stora nyinvesteringar för att i första hand åtgärda kapacitetsproblem, vilket kan tolkas som att Trafikverket just nu inte prioriterar att kunna köra fortare än 250 km/h. Liknande åsikter har under år 2012 framförs av organisationen Skogsindustrierna, vars medlemmar är några av järnvägens största kunder på godssidan. Organisationen vill att Trafikverket skall få mer pengar till förbättringar av godstransporterna på järnväg men är tveksam till höghastighetståg. De är rädda för att en satsning på höghastighetståg skulle tränga undan andra, ur deras synvinkel, angelägna projekt.
Under slutet av augusti 2017 ändrade sig Trafikverket i en helomvändning i frågan. De planerade snabbtågen för hastigheter uppemot 320 km/t ändras till max 250 km/t. I Svenska Dagbladets näringslivsbilaga (31 augusti 2017) säger skribenten Tomas Augstsson att "Planerna på att bygga höghastighetståg i Sverige är döda. Det är effekten av de förslag Trafikverket nu lägger fram".
I september 2017 beslutade SJ:s styrelse att företaget skall upphandla 30 st nya snabbtåg med en maxhastighet på 250 km/t,  Det blir SJ:s största investering på 30 år. I april 2018 informerade SJ om de vill öka antalet antalet passagerare på SJ-tågen på Södra stambanan med 50% genom att använda nya vagnar och ombyggda X2000; fler tåg och fler sittplatser per avgång.

### Sverigeförhandlingen
Ett förhandlingsarbete kring bland annat finansiering har utförts via Sverigeförhandlingen.

## Exempel på höghastighetståg i världen
- Acela Express, USA
- Afrosiyob, Uzbekistan
- Al boraq, Marocko
- Alfa Pendular, Portugal
- Alvia, Spanien
- AVE, Spanien

Höghastighetsbanor i Asien

- Eurostar, Frankrike/Belgien/Storbritannien
- Frecciarossa, Italien
- Fuxing Hao, Kina
- Javelin, Storbritannien
- InterCityExpress (ICE), Tyskland
- JR-Maglev, Japan
- Korea Train Express (KTX), Sydkorea
- Lyria, Frankrike/Schweiz
- Railjet, Österrike/Tjeckien
- Sapsan, Ryssland
- Shanghais maglevtåg, Kina
- Shinkansen, Japan
- SRO Haramain, Saudiarabien
- Thalys, Frankrike/Belgien/Nederländerna
- TGV (Trains à Grande Vitesse), Frankrike

Snabbaste persontågen i världen idag finns i Kina där vanliga tåg löper på 350 km/h i reguljär trafik, men är designade för hastigheter på 380 km/h eller 400 km/h. I övrigt finns det ett magnetiskt leviterat höghatisghetståg som löper mellan Shanghai och flygplatsen med en maxhastighet på 431 km/h, vilket är idag världens snabbaste persontåg. Japanska Shinkansen, franska TGV, tyska ICE och marockanska Al borag har en maxhastighet på 320 km/h i reguljär trafik. Spanska AVE har för det mesta en maxhastighet på 300 km/h i reguljär trafik (bortsett från en specifik sträcka som tillåter 310 km/h) men har tågmodeller kapabla till hastigheter upp till 350 km/h eller 380 km/h. Sydkoreanska KTX är designade för hastigheter på 330 km/h men begränsas till 305 km/h. Brittiska/franska Eurostar, belgiska/franska Thalys, italienska Frecciarossa och saudiarabiska SRO Haramain har en maxhastighet på 300 km/h. Dock är SRO Haramain designat för 350 km/h och Frecciarossa 1000 (Italien) för 400 km/h.